# Катериано, Педро
Педро Катериано (исп. Pedro Álvaro Cateriano Bellido; род. 26 июня 1958, Лима, Перу) — перуанский адвокат и политик, премьер-министр Перу со 2 апреля 2015 по 28 июля 2016 года и с 15 июля по 6 августа 2020 года; ранее занимал пост министра обороны с июля 2012 по апрель 2015 года.

## Биография
Катериано получил юридическое образование, специализируется в области конституционного права. С 1990 по 1992 год был членом перуанского парламента. Занимал пост заместителя министра юстиции с 2001 по 2002 год. Был назван наблюдателем от Организации американских государств (ОАГ) на выборах в Гватемале в 2007 году и в качестве представителя Перу в Межамериканской комиссии по правам человека (МАКПЧ). Преподавал право в университете Лимы.
Был назначен министром обороны 24 июля 2012 года в кабинет министров во главе с Хуаном Хименесом.
В апреле 2015 года президент Ольянта Умала назначил Катериано на пост премьер-министра после того, как его предшественник, Ана Хара Веласкес была отправлена в отставку по обвинению в организации слежки за членами парламента и журналистами.
При вступление должность нового президента Перу в июле 2016 года, согласно Конституции страны ушёл в отставку.
Однако через четыре года уже другой президент Мартин Вискарра назначил повторно его главой правительства. При этом парламент не утвердил нового премьера и 6 августа он оставил пост главы правительства.